# Jean-Patrick Gille
Jean-Patrick Gille, né le 28 janvier 1962 à Écommoy (Sarthe), est un homme politique français, spécialiste des questions de formation professionnelle et d'insertion des jeunes.
Implanté à Tours, il est conseiller municipal de Tours jusqu'en 2015, après avoir été Premier Adjoint au maire de 1995 à 2007. Il dirige le PS d'Indre-et-Loire de 1993 à 2012. 
Il est, de 2007 à 2017, député d'Indre-et-Loire, membre du groupe Socialiste, radical, citoyen et divers gauche.  
Il est devenu conseiller régional du Centre-Val de Loire en décembre 2015, menant la tête de liste du département d'Indre-et-Loire pour François Bonneau. Il préside le groupe socialiste, radical et démocrate de l'assemblée régionale
Engagé pour l'emploi des jeunes et la formation professionnelle, il est impliqué dans la mise en œuvre des emplois d'avenir en tant que président de l'Union nationale des missions locales.

## Parcours professionnel
Après des études secondaires au lycée Montesquieu du Mans, puis des études de philosophie à l’Université François-Rabelais de Tours, Jean-Patrick Gille est nommé maître-auxiliaire à Chinon en 1988. Il trouve sa voie dans l’insertion professionnelle des jeunes et depuis 1998 est chargé de mission à la Direction de la formation professionnelle du conseil régional du Centre dont il est en disponibilité.

### Engagé pour l'emploi des jeunes
Lorsqu'il est premier adjoint au maire de Tours, il crée la mission locale de Touraine pour l’insertion des jeunes en 1996, l’École de la 2e chance (E2C) en 2003 et les outils de démocratie participative tels que les conseils de la vie locale (CVL).
À titre bénévole, il est, jusqu'en juin 2014, président de l'E2C, de la mission locale de Touraine, des centres de formation professionnelle (AFPP) et de formation d’apprentis (CFA) de la ville de Tours. Autant de structures qui œuvrent notamment pour l'insertion sociale et professionnelle des jeunes ainsi que pour la formation professionnelle dont il est un des spécialistes politiques nationaux.
Il est aussi depuis 2009 président de l'Union nationale des missions locales, syndicat employeur qui regroupe l'ensemble des missions locales. Il fonde et préside depuis 2011 l'Institut Bertrand Schwartz consacré à l'insertion sociale et professionnelle des jeunes.
Il est aussi depuis 10 ans président de Villes au Carré, centre de ressources pour les acteurs de la politique de la Ville en Région Centre Val de Loire.

## Parcours politique

### Au Parti socialiste
Il commence son militantisme par un engagement écologiste au sein des Amis de la Terre en 1981.
Il adhère au PS après la défaite de 1986 dans une fédération d’Indre-et-Loire marquée par un ancrage poperéniste et de lourdes divisions internes. Il se réclame dès lors comme un proche du courant jospiniste.
Il rejoint ensuite le syndicalisme étudiant en prenant sa carte à l’AGE de Tours de l’UNEF-ID. C’est l’occasion pour lui de participer aux manifestations de novembre de la même année contre la réforme Devaquet portant sur l’enseignement supérieur.
Il s’investit ensuite plus spécifiquement au sein du PS pour devenir en 1993 premier secrétaire de la fédération d’Indre-et-Loire (poste qu'il occupera jusqu'en novembre 2012).
Il fonde alors avec Benoît Hamon en 1994 le groupe politique « Nouvelle Gauche », dans le cadre du congrès de Liévin.
1995 est l’année de la victoire de la liste conduite par Jean Germain aux élections municipales de Tours. Placé en numéro 2, il devient premier adjoint au maire chargé de la cohésion sociale, de l’emploi, de la formation professionnelle et de la politique de la ville.
En 1997, il échoue de peu face au candidat UDF Renaud Donnedieu de Vabres aux élections législatives. Après la victoire de la gauche plurielle sur le plan national, il se rapproche de Martine Aubry.
Après le 21 avril 2002, Jean-Patrick Gille esquisse dans une contribution nationale au congrès de Dijon (2003) quelques perspectives pour réinventer une gauche "nouvelle, démocratique, européenne, écologique et sociale". Il compose avec Marc Dolez et Pierre Larrouturou la motion D qui recueille 4,4 % des suffrages exprimés. Il prend alors du recul avec la fédération du PS.
Lors du congrès du Mans de 2005, Jean-Patrick Gille s'impose comme le candidat de la majorité rassemblée autour de la motion 1 de François Hollande et retrouve son poste de premier secrétaire fédéral.
Après le congrès de Reims, durant lequel il soutient la motion E portée par Ségolène Royal, il est réélu premier secrétaire de la fédération d'Indre-et-Loire du Parti socialiste. Minoritaire dans les mois qui suivent les votes internes, il rejoint avec son courant en février 2009 la majorité du PS. Il devient d'ailleurs à l'occasion Secrétaire national à la Famille (2009 - 2012), et intègre la direction nationale du parti.
Il soutient Pierre Larrouturou pour la primaire citoyenne de 2017, avant qu'il n'en soit finalement exclu.
Après la victoire de Benoît Hamon à la primaire citoyenne de 2017, il est nommé responsable thématique « Emploi, formation professionnelle » de sa campagne présidentielle,.

### Député d'Indre-et-Loire
Lors des élections législatives du 17 juin 2007, il bat l'ancien ministre de la Culture, Renaud Donnedieu de Vabres, avec 51,07 % des voix. Élu député, il fait le choix de démissionner du mandat de Premier adjoint, conformément à son engagement électoral de non-cumul. C'est Gérard Gernot qui lui succède à cette fonction. Il reste cependant représentant de la ville à Tour(s)plus et devient lors du Conseil municipal du 10 juillet 2007 simple conseiller municipal de la majorité avec délégation spéciale du maire pour l'emploi.
Comme parlementaire, il est spécialiste des questions d'emploi, d'insertion des jeunes et de la formation professionnelle. À l'Assemblée nationale, il est le rapporteur du budget Travail-Emploi pour le groupe des députés socialistes.Il est l'auteur, avec Gérard Cherpion, d'un rapport parlementaire sur la mise en œuvre de la loi no 2011-893 du 28 juillet 2011 pour le développement de l’alternance et la sécurisation des parcours professionnels.
Il a aussi rédigé une proposition de loi sur l'indemnisation des victimes des essais nucléaires qui n'a pas été adoptée mais qui a poussé le gouvernement et le ministre de la Défense de l'époque, Hervé Morin, à rédiger un projet de loi permettant la reconnaissance et l'indemnisation des victimes des essais nucléaires, adopté et promulgué le 5 janvier 2010 (loi 2010-2).
Il s'engage pour la cause tibétaine et est le coprésident du Groupe d'études sur la question du Tibet de l’Assemblée nationale.
Il est aussi engagé dans le groupe socialiste sur la sortie du nucléaire.
En 2012, il est réélu député d'Indre-et-Loire face à Guillaume Peltier avec 58,19 % des voix. À l'Assemblée nationale, il est désigné vice-président de la commission des affaires sociales, étant le référent du groupe sur les questions d'emploi et de formation professionnelle. Il est aussi nommé rapporteur du budget travail-emploi pour la loi de finances 2013 ainsi que rapporteur de la mission d'information commune sur les conditions d'emploi dans les métiers artistiques devant aboutir à un rapport au printemps 2013.
Impliqué sur le projet de loi créant les emplois d'avenir, il participe à Matignon à leur lancement le mardi 30 octobre 2012 en tant que député et président de l'Union nationale des missions locales.
Il a été le rapporteur de la loi relative à la formation professionnelle, à l’emploi et à la démocratie sociale de mars 2014.
Le 17 mars 2013, il présente à l'Assemblée nationale son rapport parlementaire sur les conditions d'emploi dans les métiers artistiques, adopté unanimement par les députés de la  commission des affaires sociales et de la commission des affaires culturelles. 
En juin 2014, le Premier ministre Manuel Valls l'a nommé médiateur dans le conflit des intermittents. Il lui a remis un rapport de sortie de crise et le Premier ministre l'a ensuite nommé jusqu'en décembre 2014 membre de la mission de concertation sur l'intermittence avec Hortense Archambault et Jean-Denis Combrexelle dans le but de refonder le régime de l'intermittence.
Candidat à sa réélection aux élections législatives de juin 2017, il est battu au second tour par le candidat La République en Marche Philippe Chalumeau, élu avec 53,93 % des voix. Le scrutin est marqué par une très forte abstention (59,38 %), ainsi qu'une forte proportion de votes blancs et nuls (9,90 %). Après sa défaite, Jean-Patrick Gille déclare au quotidien local La Nouvelle République qu'il va « chercher du travail ».

## Mandats électoraux

### Mandats locaux en cours
- Conseiller régional du Centre-Val de Loire, président du groupe des élus Socialistes, Radicaux et Démocrates (SRD)
- Conseiller municipal délégué de Tours
- Vice-président de Tours Métropole chargé de la culture, de l’enseignement supérieur et de la recherche et de la formation

### Anciens mandats locaux
- Du 18 juin 1995 au 18 mars 2001 : premier adjoint au maire de Tours
- du 18 mars 2001 au 10 juillet 2007 : premier adjoint au maire de Tours 
  - Membre de la Communauté d'agglomération Tours Plus du 17/06/2001 - 16/03/2008 - Mars 2014
- De 1995 à 2015 Conseiller municipal de Tours, Indre-et-Loire (132 820 habitants)

### Anciens mandats nationaux
- Du 20 juin 2007 au 20 juin 2017 : député de la 1re circonscription d'Indre-et-Loire
  - vice-président de la commission "Affaires sociales, culturelles et familiales"
  - coprésident du groupe d’études sur la question du Tibet
  - vice-Président du groupe d'amitiés France-Venezuela
  - membre titulaire en tant que représentant de l’Assemblée nationale du Conseil national de la formation professionnelle tout au long de la vie (CNFPTLV)
  - membre du Conseil d'orientation pour l'emploi (COE)

## Responsabilités bénévoles
- Président de l'Union nationale des missions locales (UNML)
- Président d'Amicentre, le réseau régional des missions locales en Région Centre
- Président de Villes au Carré, centre de ressources pour la politique de la ville en régions Centre et Poitou-Charentes